# Suruta
Suruta va ser un regne i una ciutat de la regió de Lícia (Lukka) situada al curs baix del riu Meandre. Madduwattas la va conquerir i posteriorment va ser sotmesa pel rei hitita Mursil II cap a l'any 1343 aC. El seu rei es va refugiar al regne d'Arzawa.